# Academia Internacional de Cine y Televisión
La Academia Internacional de Cine y Televisión (International Academy of Film and Television) (IAFT) es una escuela de cine con acreditación APACC fundada en abril de 2004 y ubicada en la isla de Mactan en Cebú, Filipinas.

## Programas
- Diploma Program in Filmmaking (Programa con Diploma en Cinematografía)
- Certificate Program in Filmmaking (Programa con Certificado en Cinematografía)
- Certificate Program in Sound Design (Programa con Certificado en Diseño de Sonido)
- Diploma Program in the Performing Arts (Programa con Diploma en Artes Escénicas)
- Certificate Program in the Performing Arts (Programa con Certificado en Artes Escénicas)

## Acreditaciones
- Asia Pacific Accreditation and Certification Commission